# (49448) Macocha
(49448) Macocha ist ein im Hauptgürtel gelegener Asteroid, der am 21. Dezember 1998 vom tschechischen Astronomen P. Pravec an der Sternwarte Ondřejov (IAU-Code 557) auf dem Berg Manda in Ondřejov südlich von Prag entdeckt wurde. Er wurde am 18. März 2003 nach der Einsturzdoline Macocha im Mährischen Karst benannt.